# Morderstwa w Westbrick
Morderstwa w Westbrick (ang. Westbrick Murders) – brytyjsko-amerykańsko-duński film kryminalny z gatunku thriller z 2010 roku w reżyserii Shauna Rana. Wyprodukowana przez wytwórnię Revolver Films.
Premiera filmu odbyła się w marcu 2010. Zdjęcia do filmu zrealizowano w Blackburn w Anglii w Wielkiej Brytanii, w Kopenhadze w Danii i w Las Vegas w Nevadzie w Stanach Zjednoczonych.

## Fabuła
Miasteczko Westbrick jest terroryzowane przez dwoje morderców, Billy’ego (Sami Darr) i Barbarę (Anna Bard). Zabijają oni żonę policjanta Matthew (Daniell Edwards) i jego partnera. Chęć ich pomszczenia staje się obsesją funkcjonariusza. Wypowiada on prywatną wojnę okrutnym zbrodniarzom.

## Obsada
Źródło: Filmweb
- Daniell Edwards jako Matthew Barrow
- Sami Darr jako Billy
- Anna Bård jako Barbara
- Eric Roberts jako John Barrow
- Vernon Wells jako Max
- Ian Burns jako Seamus
- Merete Van Kamp jako Rebecca Sommerson
- Melany Denise jako Miranda Mendez
- Dennis Haladyn jako Bob
- Kim Sønderholm jako oficer Sam